# Setra S 516 MD
De Setra S 516 MD is een touringcarmodel, geproduceerd door de Duitse busfabrikant Setra. Dit model bus is in 2012 geïntroduceerd en verving in 2013 de Setra S 416 GT.

## Inzet
Dit type bus wordt veelal ingezet bij touringcarbedrijven voor toerisme. 
In Nederland is deze bus alleen bij Horn Tours in gebruik, deze onderneming heeft 2 516 MD's. Linde Tours, een zusteronderneming heeft er 1 in gebruik, maar dan een 515 MD. 
In Luxemburg wordt de bus ingezet door enkele busbedrijven voor het openbaar vervoer.
| Land      | Bedrijf             | Serie   | Aantal | Inzet         | Opmerking |
| --------- | ------------------- | ------- | ------ | ------------- | --------- |
| Luxemburg | Voyages Emile Weber | 531-533 | 3      | Streekvervoer |           |

## Verwante bustypen

### TopClass
- S 431 DT - 14 meter uitvoering (3 assen, dubbeldeks)
- S 515 HDH - 12 meter uitvoering (3 assen)
- S 516 HDH - 13 meter uitvoering (3 assen)
- S 517 HDH - 14 meter uitvoering (3 assen)
- S 531 DT - 14 meter uitvoering (3 assen, dubbeldeks)

### MultiClass
- S 510 LE - 11 meter lage instap uitvoering (2 assen)
- S 515 LE - 12 meter lage instap uitvoering (2 assen)
- S 516 LE - 13 meter lage instap uitvoering (2 assen)
- S 518 LE - 14 meter lage instap uitvoering (3 assen)

### ComfortClass
- S 511 HD - 11 meter verhoogde uitvoering (2 assen)
- S 515 HD - 12 meter verhoogde uitvoering (2 assen)
- S 515 MD - 12 meter uitvoering (2 assen)
- S 516 HD - 13 meter verhoogde uitvoering (3 assen)
- S 516 HD/2 - 13 meter verhoogde uitvoering (2 assen)
- S 517 HD - 14 meter verhoogde uitvoering (3 assen)
- S 519 HD - 15 meter verhoogde uitvoering (3 assen)